# Bicommutant
En algèbre, le bicommutant d'un sous-ensemble d'un magma est le commutant du commutant de ce sous-ensemble. Il est aussi appelé double commutant ou second commutant. De même qu'on note le commutant de X par une lettre primée {\displaystyle X'}, son bicommutant est noté par une lettre doublement primée : {\displaystyle X''}.

## Propriétés
Les propriétés galoisiennes du commutant entraînent que :
- le bicommutant est un opérateur de clôture, i.e.
  - {\displaystyle X\subset X''}
  - {\displaystyle X\subset Y\Rightarrow X''\subset Y''}
  - {\displaystyle (X'')''=X''~}
- {\displaystyle X'''=X'~}, cette dernière égalité (qui entraîne la précédente) venant de

{\displaystyle X\subset X''\Rightarrow (X'')'\subset X'} et de {\displaystyle X'\subset (X')''}.
On a ainsi, par récurrence, les relations suivantes :
{\displaystyle X\subset X''=X''''=X''''''=\ldots =X^{2n}=\ldots }
{\displaystyle X'=X'''=X'''''=\ldots =X^{2n-1}=\ldots }
pour tout entier n ≥ 1.

## Note et référence
1. ↑  N. Bourbaki, Éléments de mathématique, Algèbre, Chapitres 1 à 3, Springer, 2007  (ISBN 978-3-540-33849-9) p. A I.8.